# ARM Cortex-A520
L'ARM Cortex-A520 és un " petit " model de nucli de CPU d'Arm presentat a TCS23 que serveix com a successor del nucli de CPU ARM Cortex-A510. La sèrie de nuclis de CPU Cortex-A500 se centren generalment en l'alta eficiència, el nucli de CPU es pot combinar amb els altres nuclis de CPU de la seva família com ARM Cortex-A720 o / i Cortex-X4 en un clúster.

## Millores
- Millora del rendiment màxim del 8% respecte al Cortex-A510.
- Admet només aplicacions de 64 bits.
- Fins a 0,512 MiB de memòria cau privada L2 (a partir de 0,256 MiB).
- Afegiu el suport de l'algorisme QARMA 3 Pointer Authentication (PAC).
- Actualització a ARMv9.2

## Comparació d'arquitectura
| uArch                                   | Cortex-A53        | Cortex-A55        | Cortex-A510       | Cortex-A520     |
| --------------------------------------- | ----------------- | ----------------- | ----------------- | --------------- |
| Velocitat màxima del rellotge           | 2.3 GHz           | 2.1 GHz           | 2.0 GHz           | 2.0 GHz         |
| Amplada de descodificació               | 2                 | 2                 | 3                 | 3 (2 ALU)       |
| Despatx                                 | 8                 | 8                 |                   |                 |
| Màxim en vol                            | Cap (en ordre)    | Cap (en ordre)    | Cap (en ordre)    | Cap (en ordre)  |
| predictor de branca història (entrades) | 3072              |                   |                   |                 |
| L0 (entrades de fregona)                | Cap               | Cap               | Cap               | Cap             |
| L1-I + L1-D                             | 8/64+8/64 KiB     | 16/64+16/64 KiB   | 32/64+32/64 KiB   | 32/64+32/64 KiB |
| L2                                      | 0–256 KB          | 0–256 KB          | 0–512 KB          | 0–512 KB        |
| L3                                      | ?                 | 0-4 MiB           | 0–16 MiB          | 0-32 MiB        |
| AArch                                   | 32 bits i 64 bits | 32 bits i 64 bits | 32 bits i 64 bits | 64 bits         |
| Arquitectura                            | ARMv8.0-A         | ARMv8.2-A         | ARMv9.0-A         | ARMv9.2-A       |